# 全頭亜綱
全頭亜綱（ぜんとうあこう） Holocephali は、軟骨魚綱 Chondrichthyes の下位分類群。主にギンザメ類を含む。軟骨魚類の中で、古くに板鰓類（サメ・エイ）と分かれてできたグループである。分岐した年代は定かではないが、約4億年前の古生代デボン紀には全頭類の化石が見つかっていることから、それより以前であると考えられている。Nelson (2006)の分類によると全頭亜綱には13の目が含まれ、それに加えSymmoriiformesも含まれるが、そのうち現生のものはギンザメ目のみ。

## 特徴
板鰓類との大きな違いは鰓の開口部の形状である。板鰓類が鰓裂を5対以上持つのに対し、全頭類では鰓を1枚の鰓蓋が覆い、鰓裂は1対となる。このため全頭類の鰓裂は外鰓孔（がいさいこう）と呼ばれる。現生種の成体では鱗は消失し、皮膚は粘膜で覆われるのみであるが、絶滅種の多くはサメのような楯鱗（じゅんりん）を有する。雄は頭部に多数の棘が密生した器官を持ち、クラスパー（雄性生殖器）と共に生殖行動に用いられる。

## 分類
- Superorder Paraselachimorpha
  - Order Orodontiformes  (オロドゥス目)
  - Order Petalodontiformes  (ペタロドゥス目)
  - Order Helodontiformes  (ヘロドゥス目)
  - Order Iniopterygiformes  (イニオプテリックス目)
  - Order debeeriiformes
  - Order Eugeneodontiformes  (エウゲネオドゥス目)
- Superorder Holocephalimorpha
  - Order Psammodontiformes
  - Order Copodontiformes
  - Order Squalorajiformes
  - Order Chondrenchelyformes (コンドレンケリス目)
  - Order Menaspiformes  (メナスピス目)
  - Order Cochliodontiformes (コクリオドゥス目)
  - Order Chimaeriformes （ギンザメ目）

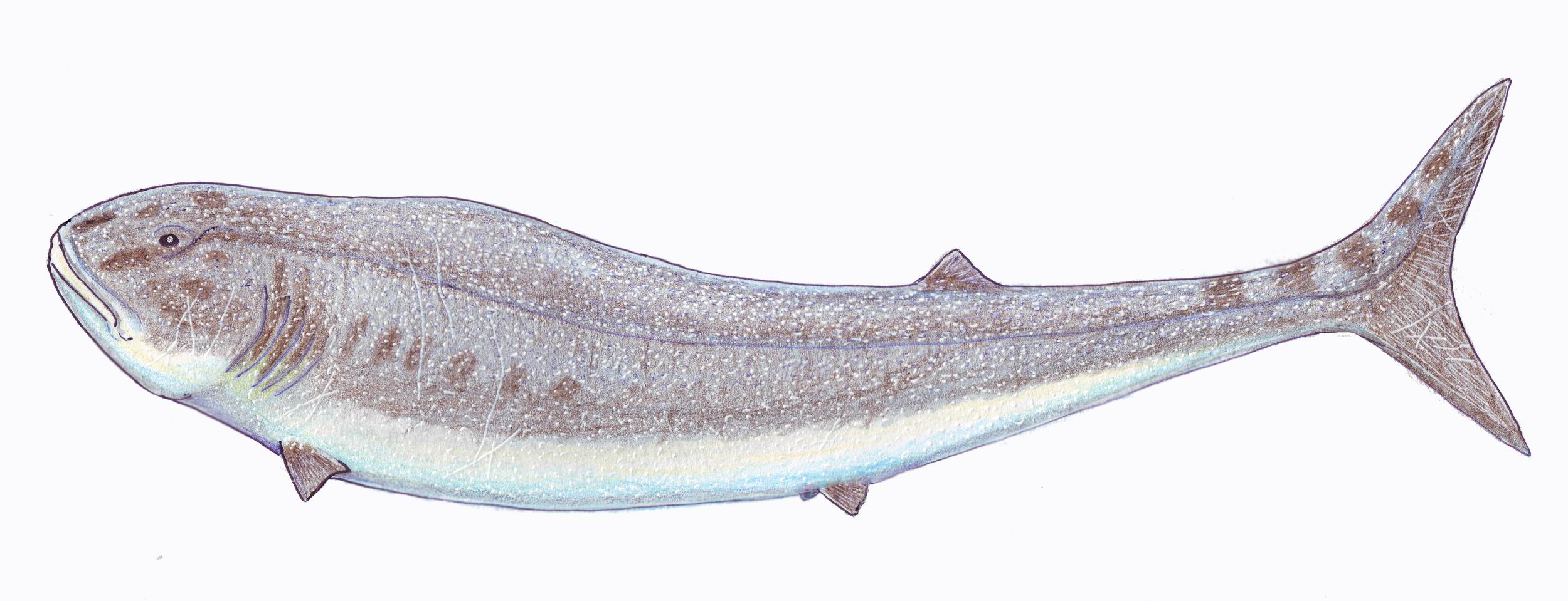
オロドゥス目に含まれるオロドゥス
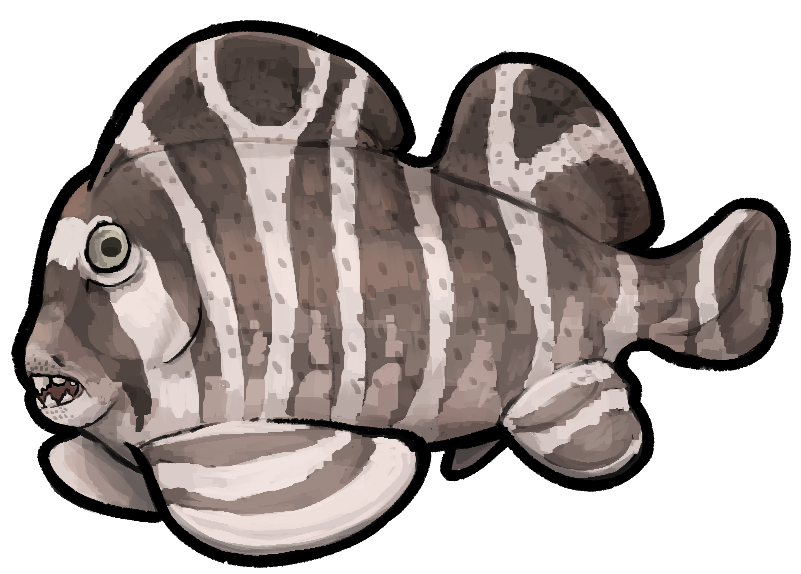
ペタロドゥス目に含まれるベラントセア
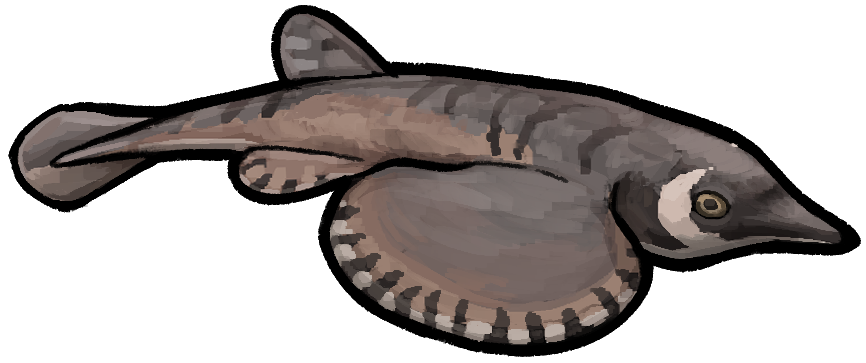
ペタロドゥス目に含まれるJanassa
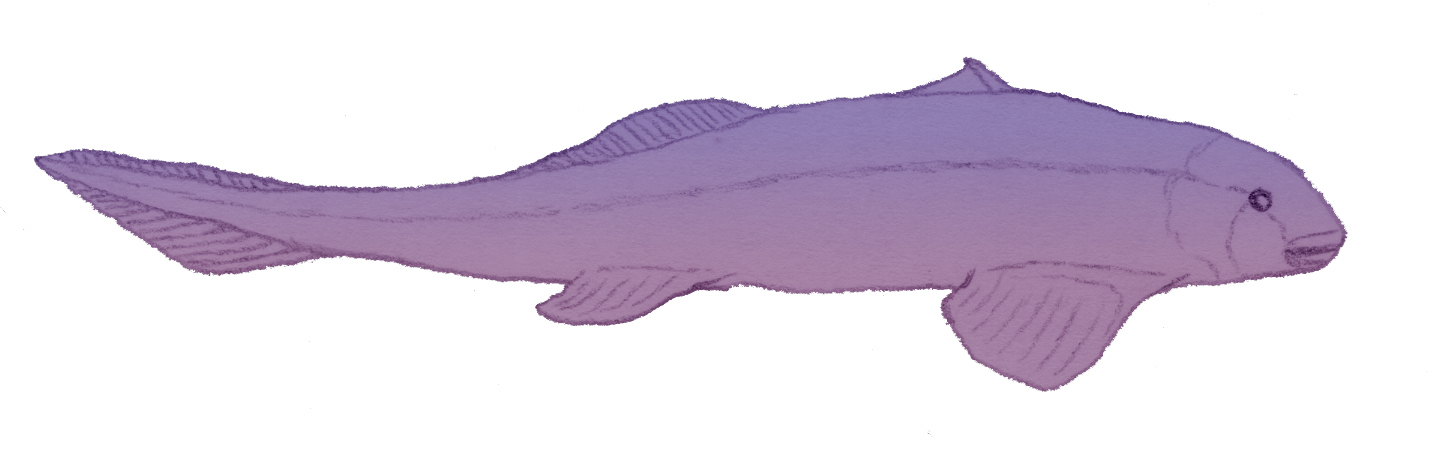
ヘロドゥス目に含まれるHelodus
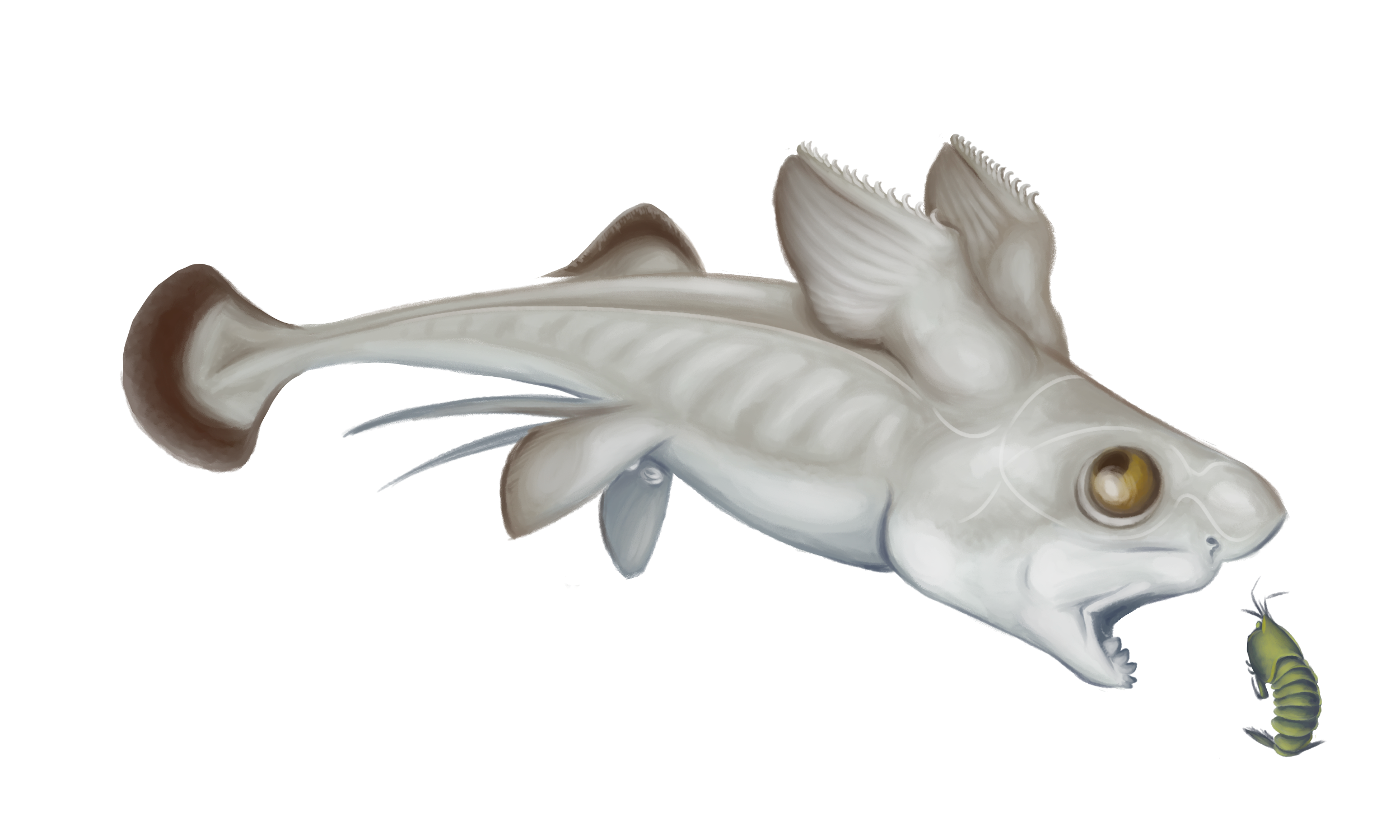
イニオプテリックス目に含まれるイニオプテリックス
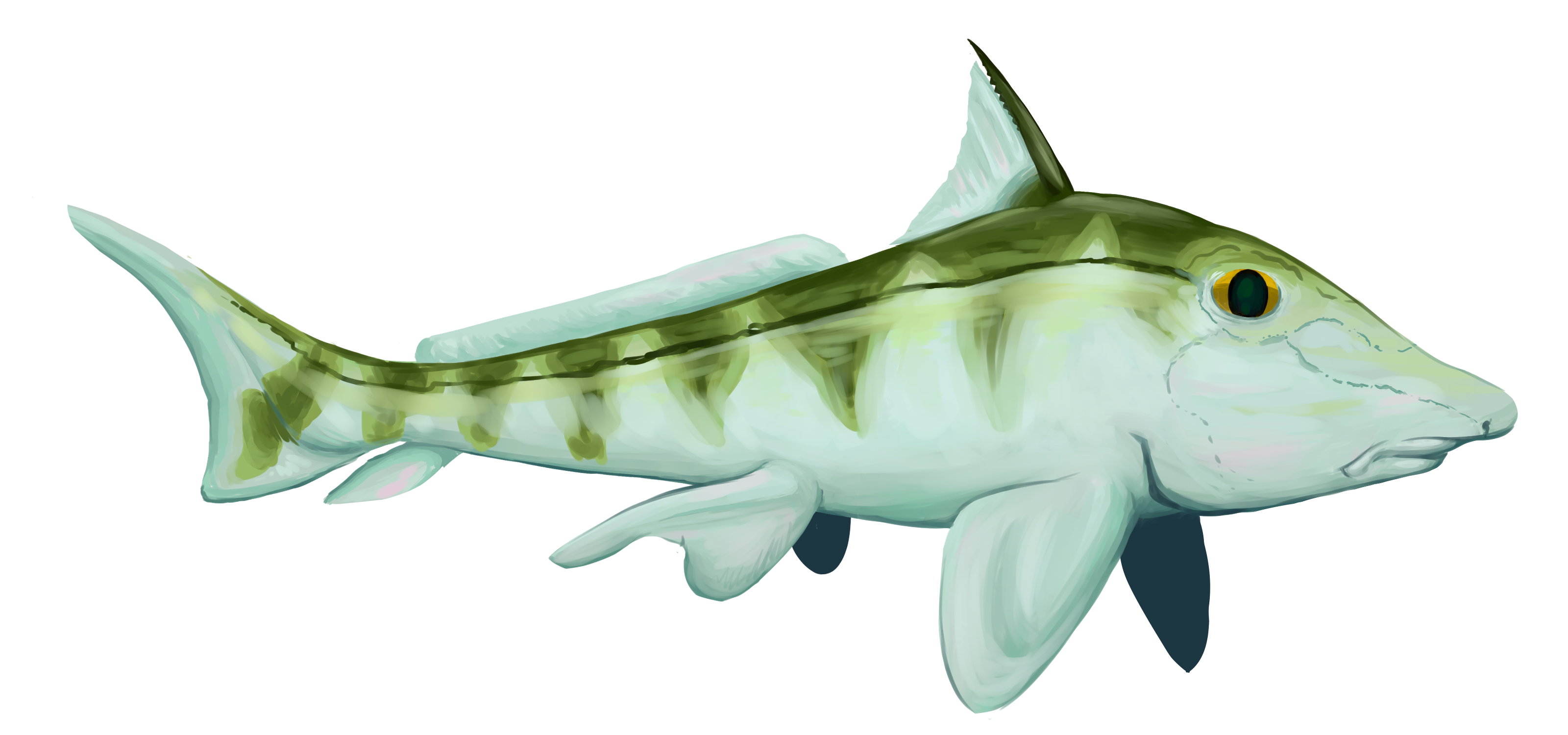
Debeeriiformesに含まれるDebeerius
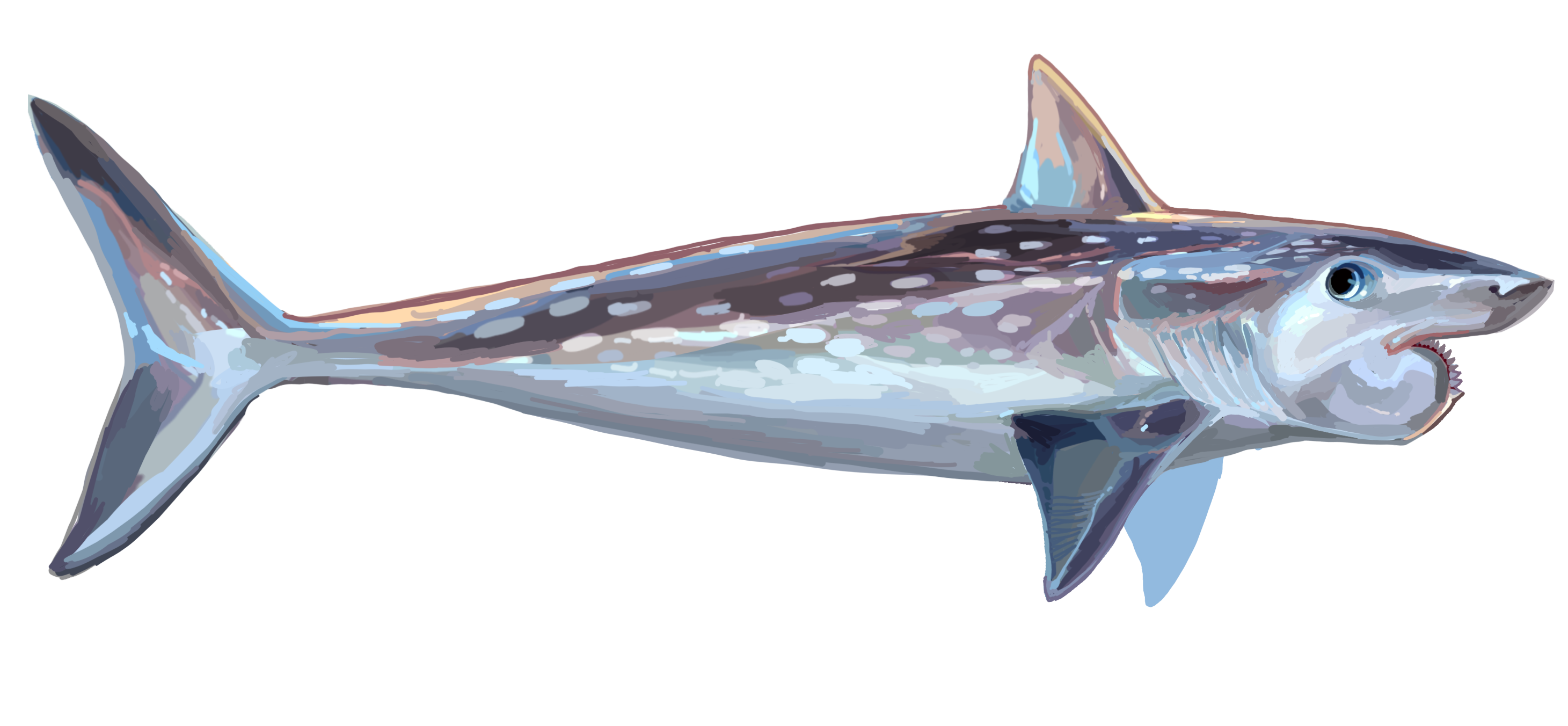
エウゲネオドゥス目に含まれるヘリコプリオン
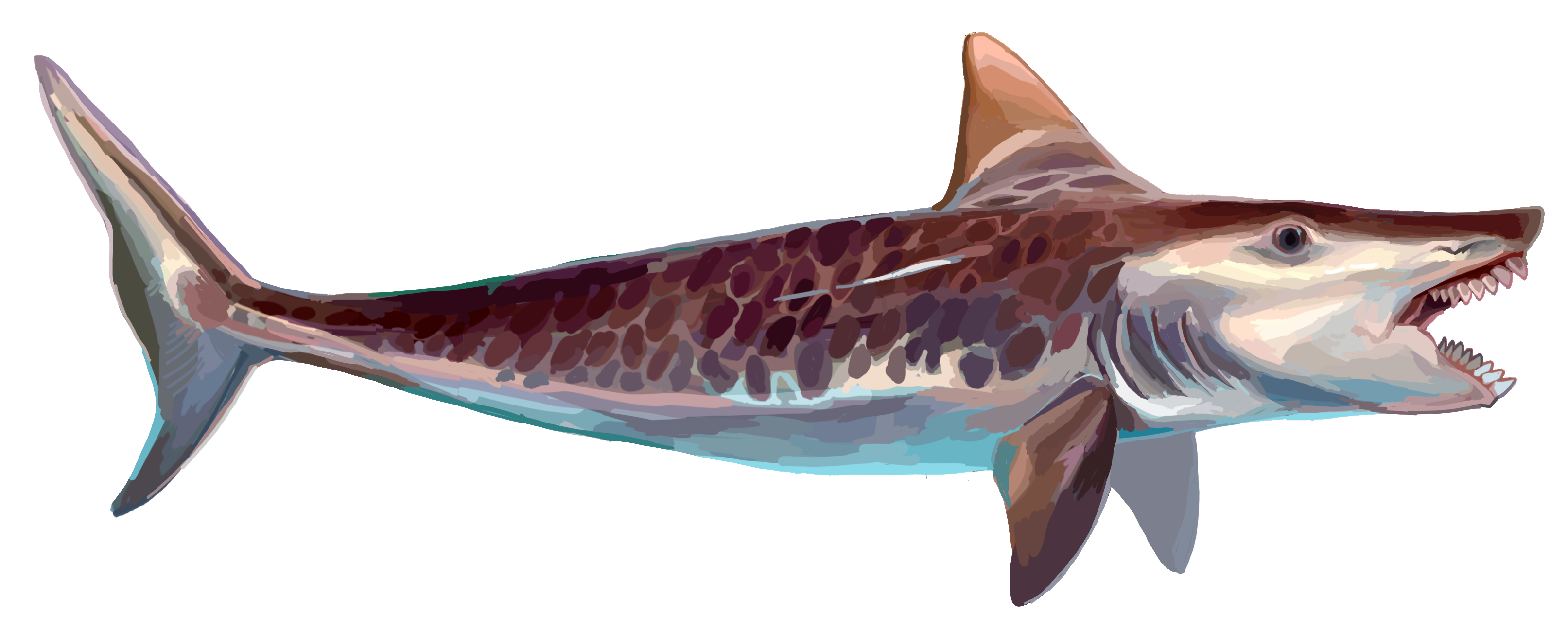
エウゲネオドゥス目に含まれるエデスタス
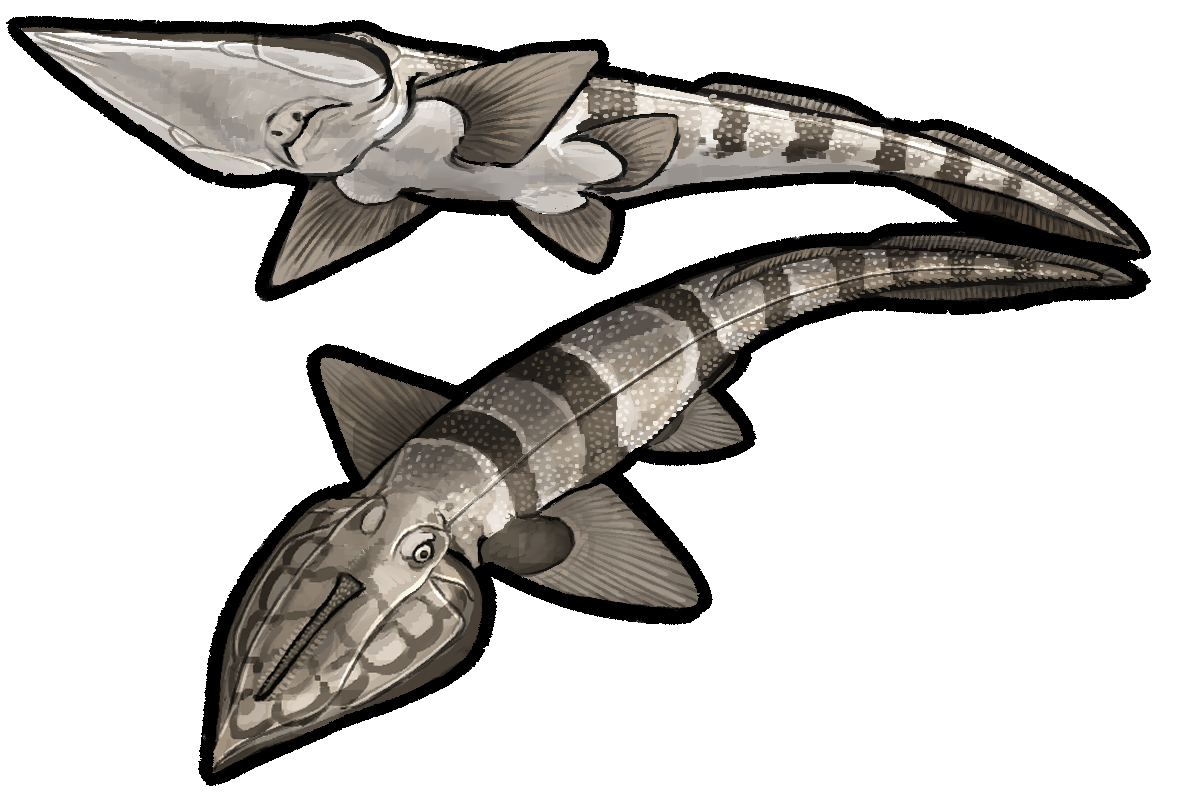
Squalorajiformesに含まれるSqualoraja
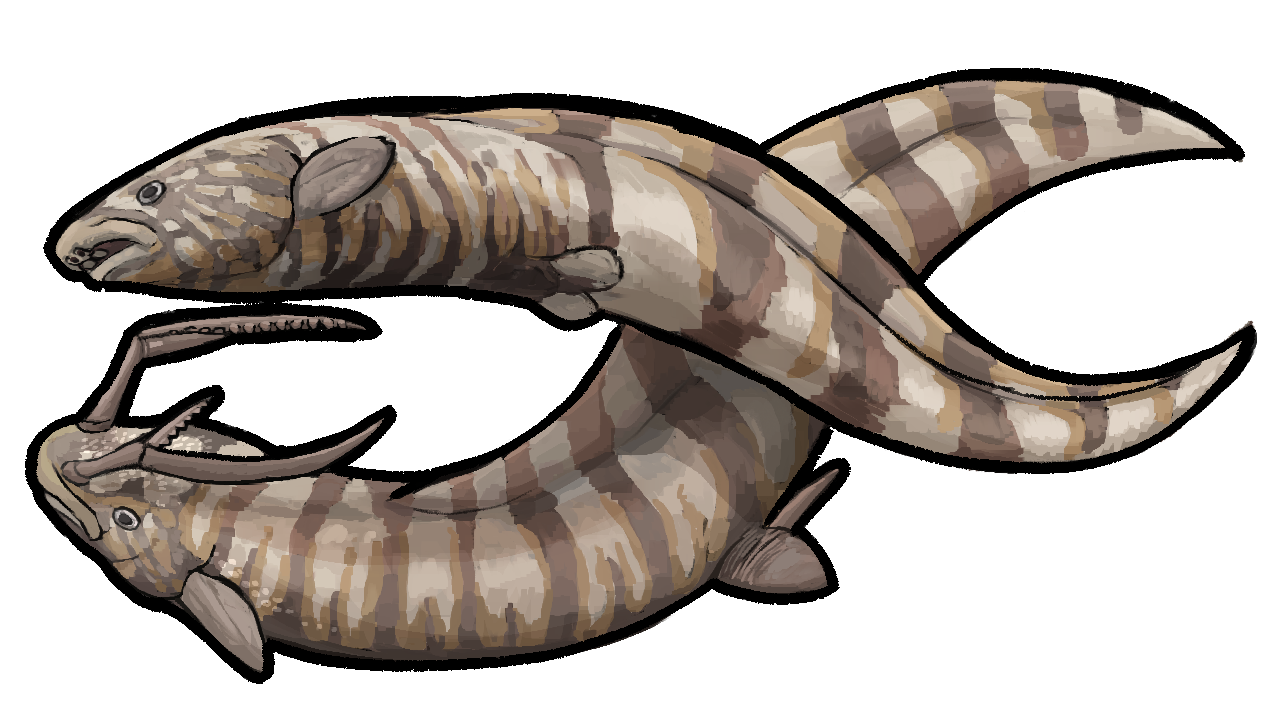
コンドレンケリス目に含まれるハーパゴフトゥトア（下）
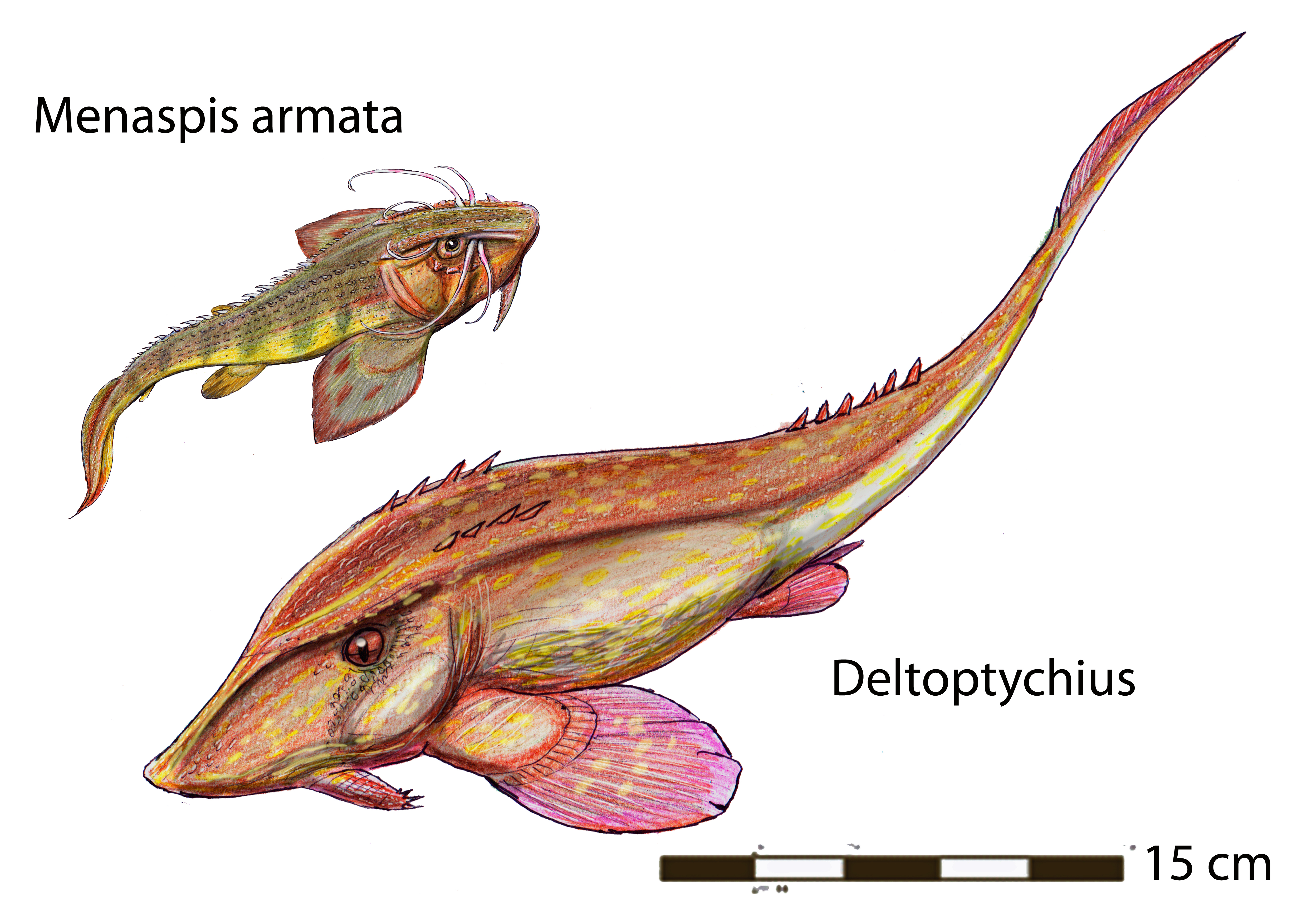
メナスピス目に含まれるメナスピス（上）とデルトプティキウス（下）
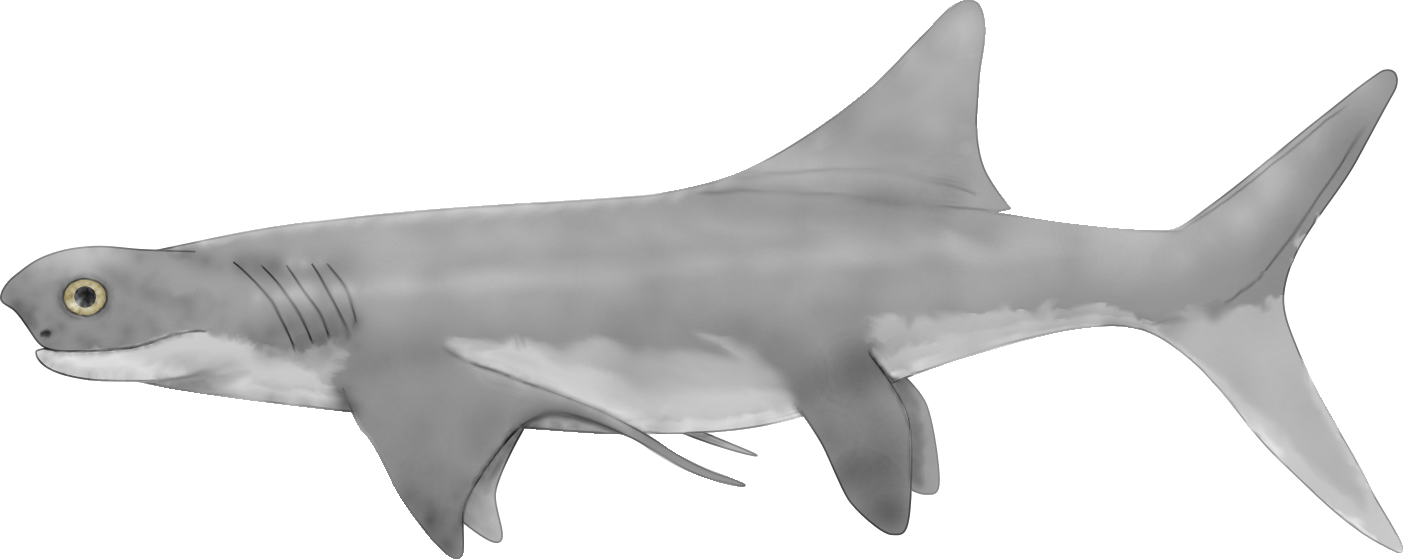
シンモリウム目に含まれるコベロドゥス
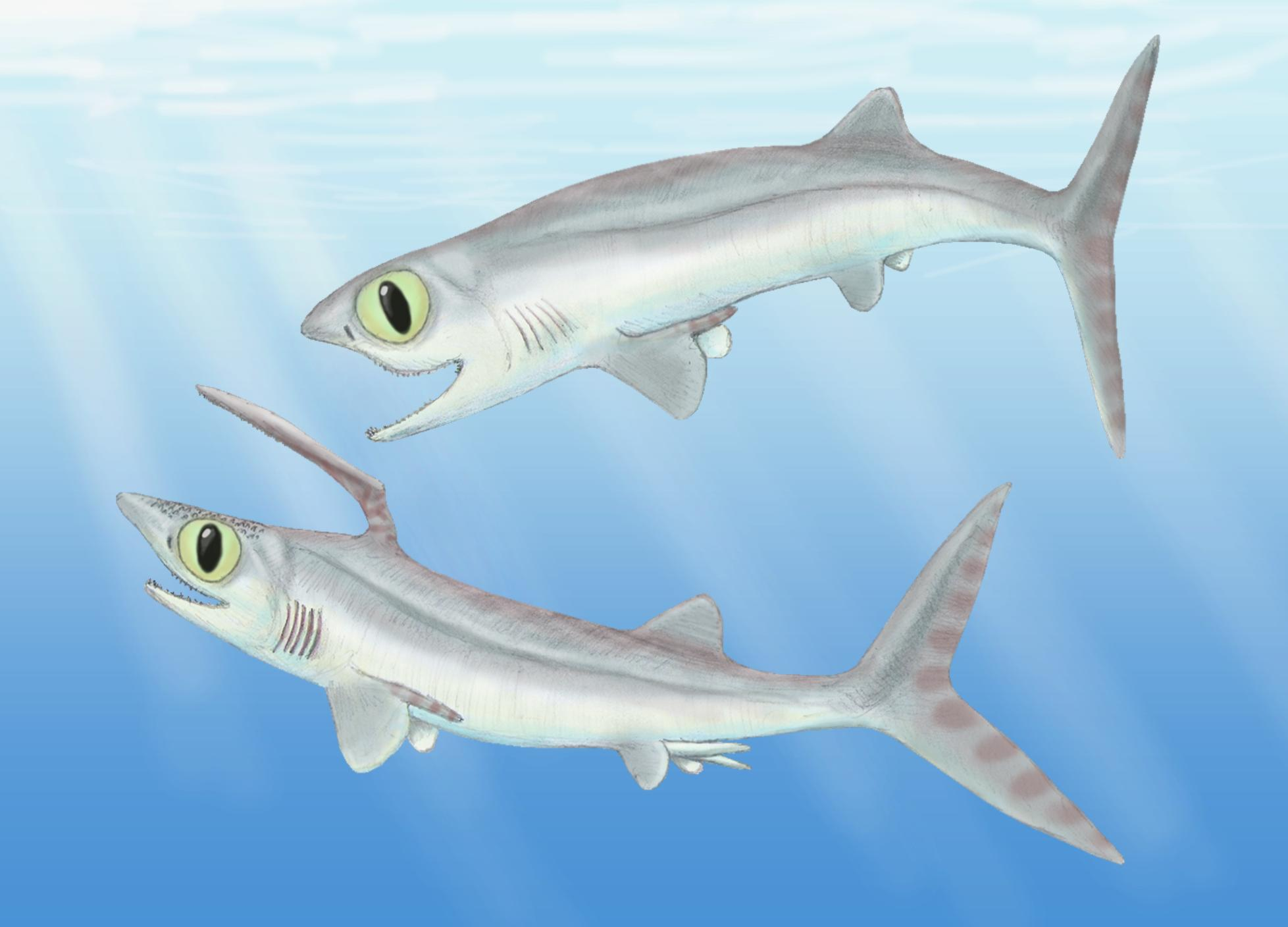
シンモリウム目に含まれるファルカトゥス
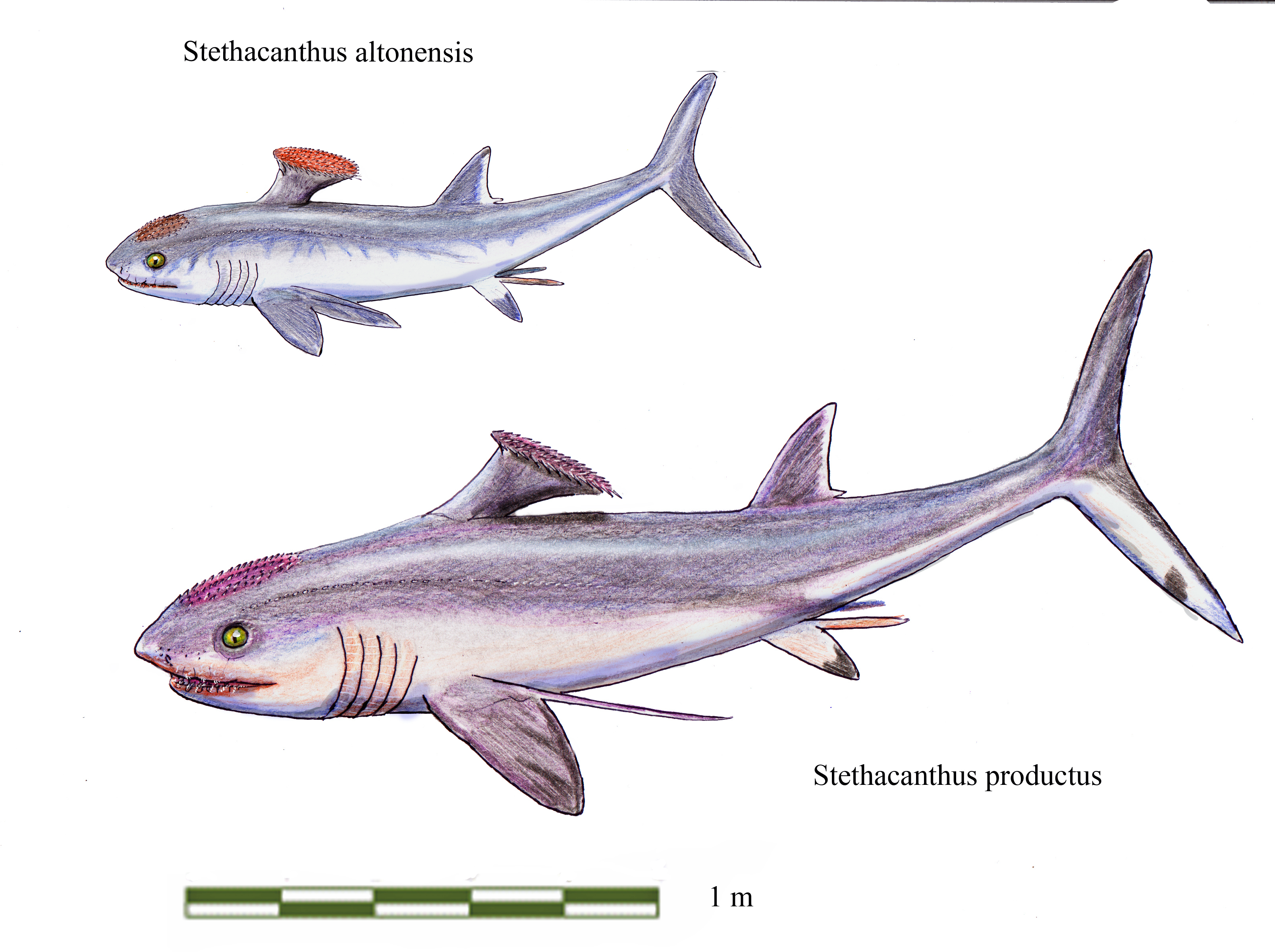
シンモリウム目に含まれるステタカントゥス
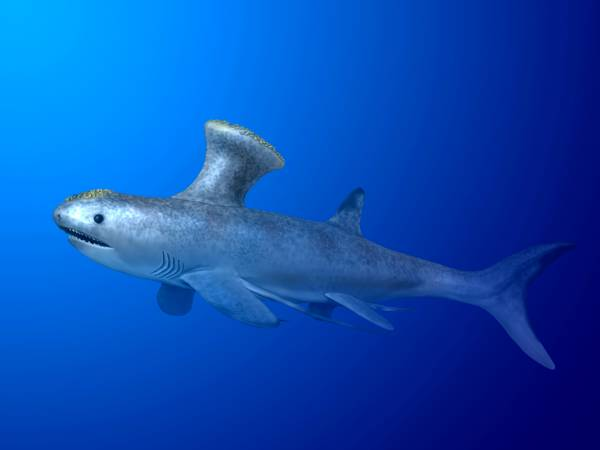
シンモリウム目に含まれるアクモニスティオン
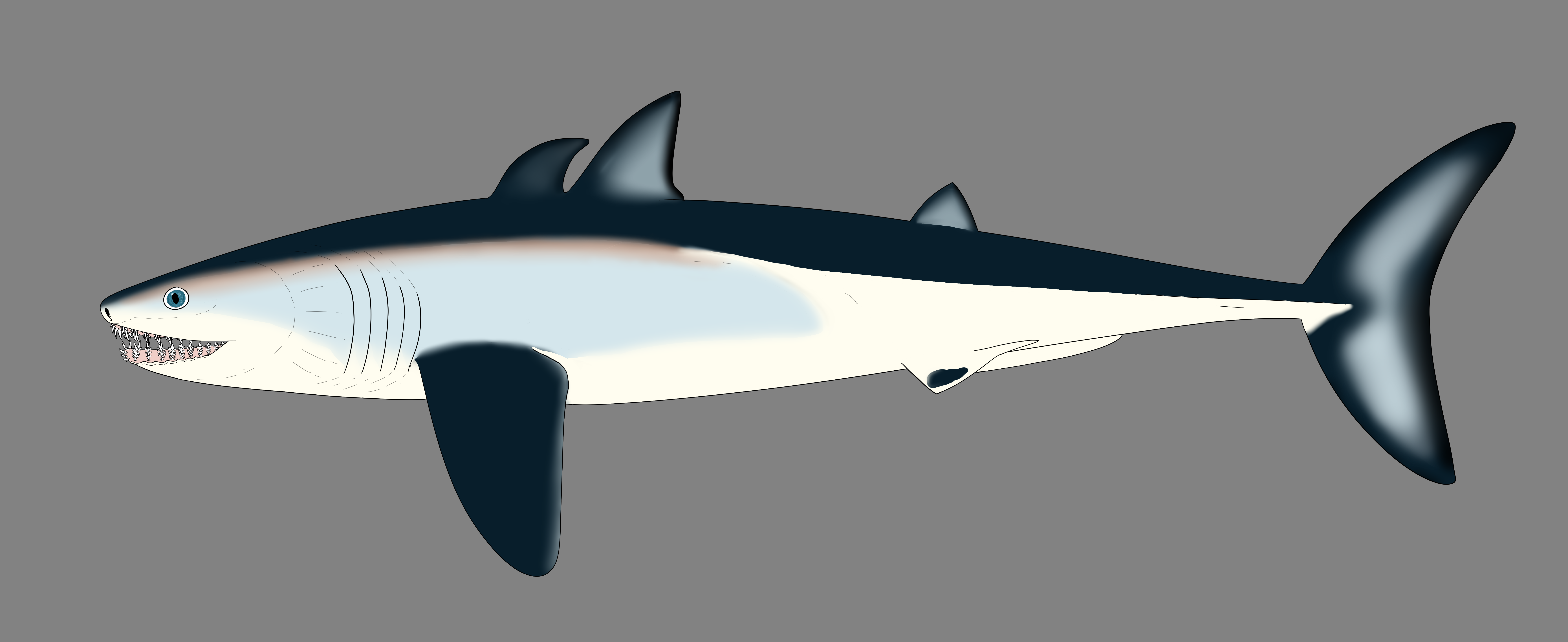
シンモリウム目に含まれる場合もあるクラドセラケ
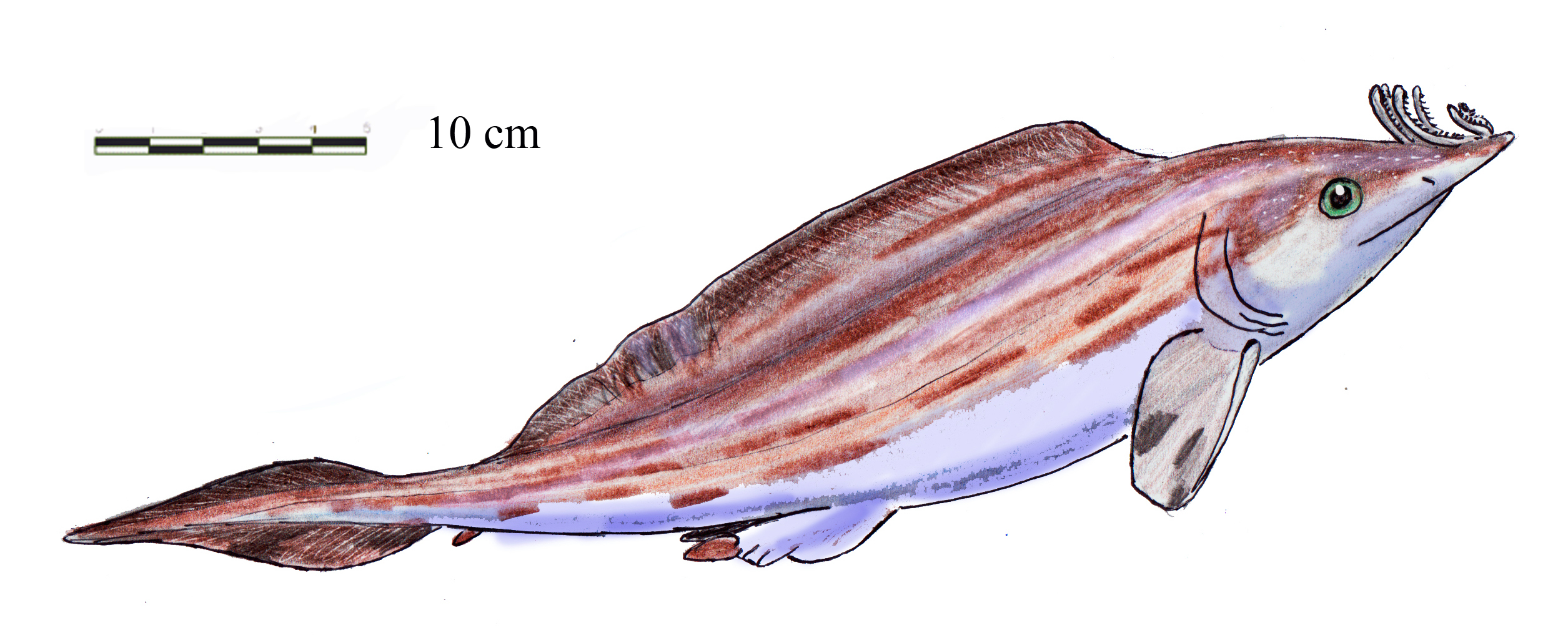
Harpacanthus
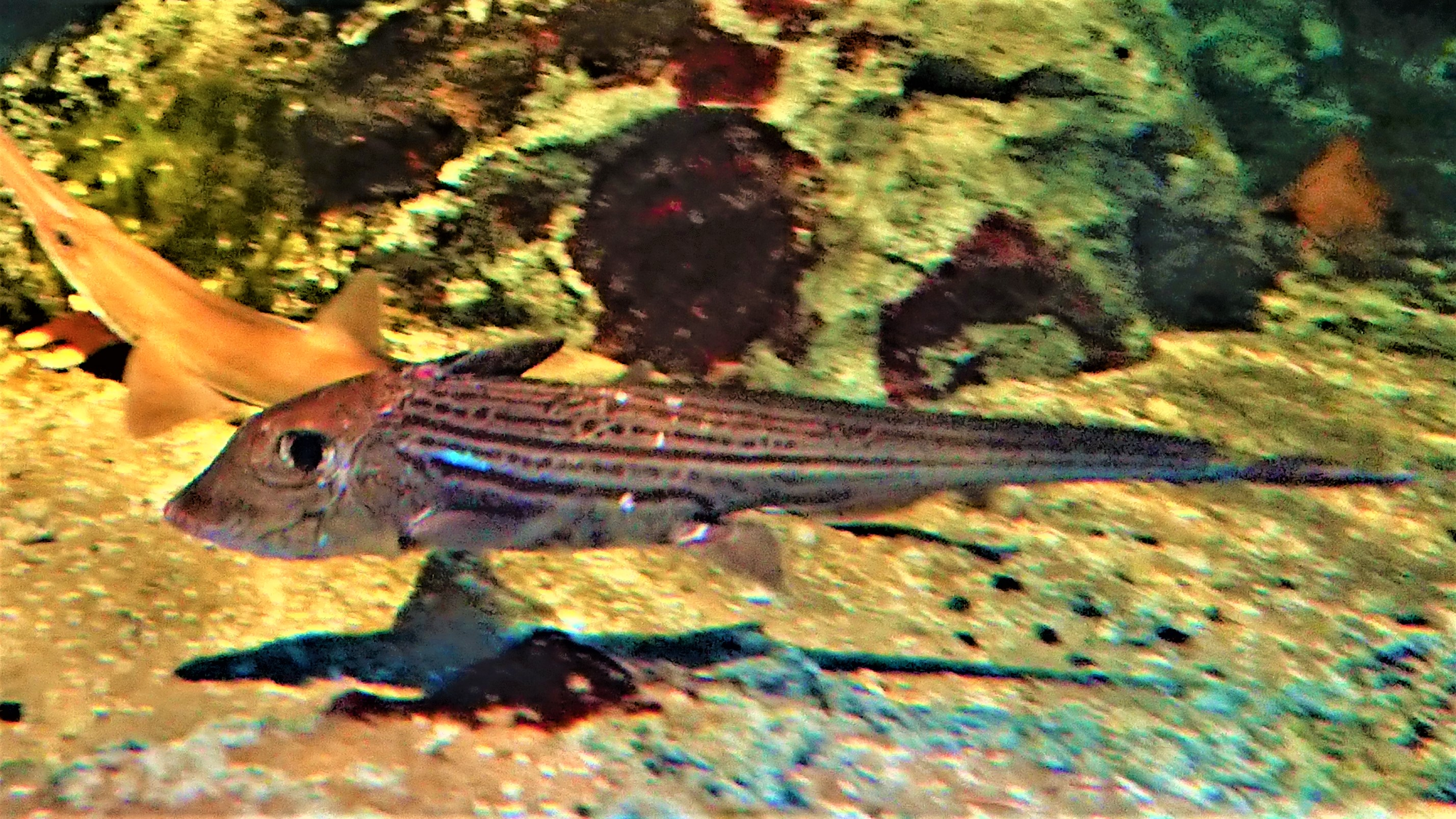
ギンザメ目に含まれるギンザメ